# Peter Morgan (produtor)
Peter Morgan é um produtor de cinema estadunidense. Foi indicado ao Oscar de melhor filme na edição de 2015 pela realização de American Sniper, ao lado de Clint Eastwood, Robert Lorenz, Bradley Cooper e Andrew Lazar.

## Filmografia
- American Sniper (2014)
- Identity Thief (2013)
- Killers (2010)
- Spread (2009)
- Balls Out: Gary the Tennis Coach (2009)
- Poison Ivy: The New Seduction (1997)
- Poison Ivy II (1996)
- Sharon's Secret (1995)
- National Lampoon's Senior Trip (1995)
- Father and Scout (1994)
- Final Appeal (1993)
- Big Girls Don't Cry... They Get Even (1992)
- Poison Ivy (1992)

## Prêmios e indicações
- Indicado: Oscar de melhor filme - American Sniper (2014)